# BMW S1000XR
BMW S1000XR은 BMW 모토라드에서 2015년부터 2019년까지 생산했던 스포츠 투어링 모터사이클이다. 올라운드 모터사이클은 2014년 11월 4일 이탈리아 밀라노의 EICMA에서 선보였다.